# لوکاس ویلاررول
لوکاس ویلاررول (انگلیسی: Lucas Villarruel؛ زادهٔ ۱۳ نوامبر ۱۹۹۰) بازیکن فوتبال اهل آرژانتین است.
از باشگاه‌هایی که در آن بازی کرده‌است می‌توان به باشگاه فوتبال اتلتیکو هوراکان اشاره کرد.